# Вапенне
Вапе́нне (пол. Czarne, русин. Вапенне) — село в Польше, находится на территории гмины Сенкова Горлицкого повята Малопольского воеводства. 

## География
Село располагается вблизи от польско-словацкая граница. Село находится в 8 км от Сенковы, в 9 км от Горлице и в 108 км от Кракова. Село находится возле Магурского национального парка.

## История
Село с XVII века является курортным местом, где занимались лечением венерических заболеваний. До 1947 года большинство населения села составляли лемки. После Второй мировой войны часть лемков перебралась на Украину в окрестности Львова и Тернополя, а другую часть во время операции «Висла» переселили в западную часть Польши.

## Социальная структура
Сегодня здесь находятся лечебные учреждения, на которых лечатся заболевания опорно-двигательного аппарата, ревматизма, сердечно-сосудистой системы и заболевания кожи. Для лечения используется местные серные минеральные воды и лечебные грязи.
Село находится на туристическом маршруте.

## Достопримечательности
- В окрестностях села находится воинское захоронение времён Первой мировой войны, в котором похоронены русские солдаты.

## Источник
- Wapienne, Słownik geograficzny Królestwa Polskiego i innych krajów słowiańskich, Tom XII, 1892.